# Consiglio britannico-irlandese
Il Consiglio britannico-irlandese (in inglese: British-Irish Council - BIC) è un'organizzazione intergovernativa che mira a migliorare la collaborazione tra i suoi membri in una serie di settori tra cui i trasporti, ambiente ed energia. La sua appartenenza comprende la Repubblica d'Irlanda, il Regno Unito, i governi devoluti dell'Irlanda del Nord, la Scozia e il Galles, nonché i governi delle dipendenze della Corona del Regno Unito: Guernsey, Jersey e l'Isola di Man. L'Inghilterra non ha un'amministrazione devoluta e, di conseguenza, non è rappresentata individualmente nel Consiglio ma rappresentata come membro del Regno Unito.
I governi britannico e irlandese e i partiti politici nell'Irlanda del Nord hanno concordato di formare un Consiglio ai sensi dell'Accordo britannico-irlandese, parte dell'Accordo del Venerdì Santo raggiunto nel 1998. Il Consiglio è stato istituito formalmente il 2 dicembre 1999, quando è entrato in vigore l'accordo effettivo. L'obiettivo dichiarato del Consiglio è "promuovere lo sviluppo armonioso e reciprocamente vantaggioso della totalità delle relazioni tra i popoli di queste isole". Il BIC ha un segretariato permanente, situato a Edimburgo, in Scozia, e si riunisce in una sessione di vertice semestrale e in riunioni ministeriali più frequenti.

## Membri e funzionamento

### Membri e consiglieri
| Membro            | Simbolo                 | Simbolo | Parlamento                      | Appartenenza | Status                  | Anno da cui è rappresentato |
| Membro            | Bandiera                | Stemma  | Parlamento                      | Appartenenza | Status                  | Anno da cui è rappresentato |
| ----------------- | ----------------------- | ------- | ------------------------------- | ------------ | ----------------------- | --------------------------- |
| Regno Unito       | Regno Unito (bandiera)  |         | Parlamento del Regno Unito      | completa     | stato sovrano           | 1999                        |
| Irlanda           | Irlanda (bandiera)      |         | Oireachtas                      | completa     | stato sovrano           | 1999                        |
| Scozia            | Scozia (bandiera)       |         | Parlamento scozzese             | completa     | governo devoluto        | 1999                        |
| Galles            | Galles (bandiera)       |         | Senedd Cymru                    | completa     | governo devoluto        | 1999                        |
| Irlanda del Nord  | -                       | -       | Assemblea dell'Irlanda del Nord | completa     | governo devoluto        | 1999                        |
| Guernsey          | Guernsey (bandiera)     |         | Stati di Guernsey               | completa     | dipendenza della Corona | 1999                        |
| Isola di Man      | Isola di Man (bandiera) |         | Tynwald                         | completa     | dipendenza della Corona | 1999                        |
| Baliato di Jersey | Jersey (bandiera)       |         | Stati di Jersey                 | completa     | dipendenza della Corona | 1999                        |

| Consigliere | Simbolo                | Simbolo | Parlamento                  | Appartenenza                      | Status                  | Anno da cui è rappresentato |
| Consigliere | Bandiera               | Stemma  | Parlamento                  | Appartenenza                      | Status                  | Anno da cui è rappresentato |
| ----------- | ---------------------- | ------- | --------------------------- | --------------------------------- | ----------------------- | --------------------------- |
| Cornovaglia | Cornovaglia (bandiera) |         | Consiglio della Cornovaglia | consigliere per la lingua cornica | contea dell'Inghilterra | 2023                        |

### Composizione attuale
L'appartenenza al Consiglio è composta dalle seguenti amministrazioni (con i capi dell'amministrazione al marzo 2025):
| Membro dell'amministrazione | Rappresentante | Rappresentante | Rappresentante       | Titolo              |
| --------------------------- | -------------- | -------------- | -------------------- | ------------------- |
| Regno Unito                 |                |                | Rishi Sunak          | Primo ministro      |
| Irlanda                     |                |                | Leo Varadkar         | Taoiseach           |
| Scozia                      |                |                | Humza Yousaf         | Primo ministro      |
| Galles                      |                |                | Mark Drakeford       | Primo ministro      |
| Irlanda del Nord            |                |                | Michelle O'Neill     | Primo ministro      |
| Irlanda del Nord            |                |                | Emma Little-Pengelly | Vice primo ministro |
| Guernsey                    |                |                | Lyndon Trott         | Presidente del P&RC |
| Isola di Man                |                |                | Alfred Cannan        | Ministro capo       |
| Jersey                      |                |                | Lyndon Farnham       | Ministro capo       |

Gli otto capi di governo si incontrano ai vertici due volte all'anno. Inoltre, ci sono incontri regolari che si occupano di settori specifici e sono frequentati dai ministri corrispondenti.
L'Inghilterra, a differenza degli altri paesi del Regno Unito, non è rappresentata separatamente, in quanto non ha una propria amministrazione decentrata. È quindi rappresentata esclusivamente nel Consiglio come parte del Regno Unito.
Il lavoro del Consiglio è finanziato dai membri mediante accordo reciproco, come richiesto.
Al vertice di giugno 2010, il Consiglio ha deciso di proseguire le raccomandazioni per migliorare le relazioni tra esso e l'Assemblea parlamentare britannico-irlandese (BIPA). L'Assemblea parlamentare britannico-irlandese è composta da membri dei parlamenti e delle assemblee degli stessi stati e regioni dei membri del Consiglio britannico-irlandese. Il Consiglio ha incaricato il suo segretariato di portare avanti questo lavoro in collaborazione con il segretariato del BIPA.

## Aree di lavoro
Il Consiglio conviene su aree di lavoro specifiche per le quali i singoli membri si assumono la responsabilità. L'accordo di Belfast ha suggerito che i punti sul trasporto, l'agricoltura, le questioni ambientali, la cultura, la salute, l'istruzione e gli approcci all'Unione europea sono argomenti adatti per una discussione iniziale. Tuttavia, queste aree di lavoro possono essere ampliate o ridotte secondo le decisioni del Consiglio. Al Consiglio è concesso anche prendere accordi su politiche comuni. Tali accordi vengono stipulati per consenso, sebbene i singoli membri possano scegliere di non partecipare all'attuazione di nessuno di questi.
L'elenco attuale delle aree di lavoro e il membro responsabile sono:
- Pianificazione territoriale collaborativa (Irlanda del Nord)
- Demografia (Scozia)
- Inclusione digitale (Isola di Man)
- Politica sui primi anni (Galles)
- Energia (Regno Unito - Reti elettriche e Scozia - Navale)
- Ambiente (Regno Unito)

- Alloggio (Irlanda del Nord)
- Lingue indigene, minoritarie e meno utilizzate (Galles)
- Uso improprio di sostanze (droghe e alcol) (Irlanda)
- Inclusione sociale (Scozia e Galles)
- Trasporti (Irlanda del Nord)
- Creative Industries (Jersey)

La demografia è stata adottata come area di lavoro nella riunione del Consiglio del 2006. È stato proposto dall'Esecutivo scozzese, che ne ha anche preso la responsabilità. Durante la riunione del Consiglio del 2007, il governo scozzese ha inoltre proposto che l'energia diventi un'area di lavoro del Consiglio. Le aree del settore del lavoro passato includevano economia della conoscenza, sanità elettronica / telemedicina e turismo.

## Nome del Consiglio
I primi suggerimenti per il consiglio includevano i nomi Consiglio delle Isole britanniche o Consiglio delle Isole, e il consiglio è stato talvolta conosciuto con quest'ultimo nome. Tuttavia, a causa della sensibilità intorno al termine Isole britanniche, in particolare in Irlanda, fu concordato il nome British-Irish Council.
Il nome ufficiale del Consiglio è rappresentato nelle lingue minoritarie e meno utilizzate del consiglio:
- in cornico: Konsel Predennek-Iwerdhonek[4]
- in guernesiais: Conseil Britannique-Irlàndais
- in irlandese: Comhairle na Breataine-na hÉireann[5]
- in Jèrriais Conseil Britannique-Irlandaisⓘ
- in mannese Coonceil Ghoaldagh-Yernagh

- in gaelico scozzese: Comhairle Bhreatainn-Èirinn
- in scots: Brits-Airis Cooncil
- in Ulster Scots: Britisch-Airisch Cooncil
- in gallese: Cyngor Prydain-Iwerddon

## Summits
|                   | Data              | Ospite           | Leader ospite                    | Luogo                                      |                                                    |
| ----------------- | ----------------- | ---------------- | -------------------------------- | ------------------------------------------ | -------------------------------------------------- |
| 1°                | 17 dicembre 1999  | Regno Unito      | Tony Blair                       | Londra                                     | Archiviato il 15 giugno 2024 in Internet Archive.  |
| 2°                | 30 novembre 2001  | Irlanda          | Bertie Ahern                     | Dublino                                    | Archiviato il 15 luglio 2023 in Internet Archive.  |
| 3°                | 14 giugno 2002    | Guernsey         | Pierre Horsfall                  | Saint Helier                               | Archiviato il 16 giugno 2024 in Internet Archive.  |
| 4°                | 22 novembre 2002  | Regno Unito      | Jack McConnell                   | New Lanark                                 | Archiviato il 16 giugno 2024 in Internet Archive.  |
| 5°                | 28 novembre 2003  | Regno Unito      | Rhodri Morgan                    | St Fagans National History Museum, Cardiff | Archiviato il 15 luglio 2023 in Internet Archive.  |
| 6°                | 28 novembre 2004  | Guernsey         | Laurie Morgan                    | Castello di Cornet                         | Archiviato il 15 giugno 2024 in Internet Archive.  |
| 7°                | 20 maggio 2005    | Isola di Man     | Donald Gelling                   | Villa Marina, Douglas                      | Archiviato il 15 giugno 2024 in Internet Archive.  |
| 8°                | 2 giugno 2006     | Regno Unito      | John Prescott                    | ExCeL Exhibition Centre, Londra            | Archiviato il 15 giugno 2024 in Internet Archive.  |
| 9°                | 16 luglio 2007    | Irlanda del Nord | Ian Paisley Martin McGuinness    | Palazzo del Parlamento, Belfast            | Archiviato il 16 giugno 2024 in Internet Archive.  |
| 10°               | 14 febbraio 2008  | Irlanda          | Bertie Ahern                     | Royal Hospital Kilmainham, Dublino         | Archiviato il 16 giugno 2024 in Internet Archive.  |
| 11°               | 26 settembre 2008 | Regno Unito      | Alex Salmond                     | Hopetoun House, South Queensferry          | Archiviato il 16 giugno 2024 in Internet Archive.  |
| 12°               | 20 febbraio 2009  | Regno Unito      | Rhodri Morgan                    | Sophia Gardens, Cardiff                    | Archiviato il 15 luglio 2023 in Internet Archive.  |
| 13°               | 13 novembre 2009  | Guernsey         | Terry Le Sueur                   | Radisson Hotels, Saint Helier              | Archiviato il 15 giugno 2024 in Internet Archive.  |
| 14°               | 25 giugno 2010    | Guernsey         | Lyndon Trott                     | Fermain Valley Hotel, Saint Peter Port     | Archiviato il 15 giugno 2024 in Internet Archive.  |
| 15°               | 13 dicembre 2010  | Isola di Man     | Tony Brown                       | Sefton Hotel, Douglas                      | Archiviato il 16 giugno 2024 in Internet Archive.  |
| 16°               | 20 giugno 2011    | Regno Unito      | Nick Clegg                       | Lancaster House, Londra                    | Archiviato il 16 giugno 2024 in Internet Archive.  |
| 17°               | 13 gennaio 2012   | Irlanda          | Enda Kenny                       | Castello di Dublino, Dublino               | Archiviato il 15 luglio 2023 in Internet Archive.  |
| 18°               | 22 giugno 2012    | Regno Unito      | Alex Salmond                     | Stirling Castle, Stirling                  | Archiviato il 15 luglio 2023 in Internet Archive.  |
| 19°               | 26 novembre 2012  | Regno Unito      | Carwyn Jones                     | Castello di Cardiff, Cardiff               | Archiviato il 15 luglio 2023 in Internet Archive.  |
| 20°               | 21 giugno 2013    | Irlanda del Nord | Peter Robinson Martin McGuinness | Magee College, Derry~Londonderry           | Archiviato il 22 aprile 2024 in Internet Archive.  |
| 21°               | 15 novembre 2013  | Guernsey         | Ian Gorst                        | L’Horizon Hotel, Saint Brélade             | Archiviato il 15 giugno 2024 in Internet Archive.  |
| 22°               | 13 giugno 2014    | Guernsey         | Jonathan Le Tocq                 | St. Pierre Park Hotel, Saint Peter Port    | Archiviato il 16 giugno 2024 in Internet Archive.  |
| 23°               | 28 novembre 2014  | Isola di Man     | Allan Bell                       | Villa Marina Complex, Douglas              | Archiviato il 5 maggio 2023 in Internet Archive.   |
| 24°               | 19 giugno 2015    | Irlanda          | Enda Kenny                       | Castello di Dublino, Dublino               | Archiviato il 15 luglio 2023 in Internet Archive.  |
| 25°               | 27 novembre 2015  | Regno Unito      | Theresa Villiers                 | Lancaster House, Londra                    | Archiviato l'8 dicembre 2022 in Internet Archive.  |
| 26°               | 17 giugno 2016    | Guernsey         | Nicola Sturgeon                  | Crowne Plaza Hotel, Glasgow                | Archiviato il 1º ottobre 2023 in Internet Archive. |
| 27° straordinario | 22 luglio 2016    | Regno Unito      | Carwyn Jones                     | Cathays Park, Cardiff                      | Archiviato il 19 gennaio 2024 in Internet Archive. |
| 28°               | 25 novembre 2016  | Regno Unito      | Carwyn Jones                     | Cathays Park, Cardiff                      | Archiviato il 10 giugno 2024 in Internet Archive.  |
| 29°               | 10 novembre 2017  | Guernsey         | Ian Gorst                        | L’Horizon Hotel, Saint Brélade             | Archiviato il 4 novembre 2017 in Internet Archive. |
| 30°               | 22 giugno 2018    | Guernsey         | Gavin St Pier                    | St Pierre Park Hotel, Saint Peter Port     | Archiviato il 16 giugno 2024 in Internet Archive.  |
| 31°               | 9 novembre 2018   | Isola di Man     | Howard Quayle                    | Isola di Man                               |                                                    |
| 32°               | 28 giugno 2019    | Regno Unito      | David Lidington                  | Manchester                                 |                                                    |
| 33°               | 15 novembre 2019  | Irlanda          | Leo Varadkar                     | Dublino                                    |                                                    |